# Aethrodiscus
Aethrodiscus is een monotypisch geslacht van spinnen uit de  familie van de wielwebspinnen (Araneidae).

## Soort
- Aethrodiscus transversalis Strand, 1913